# Maimouna Barry
Pour les articles homonymes, voir Barry.

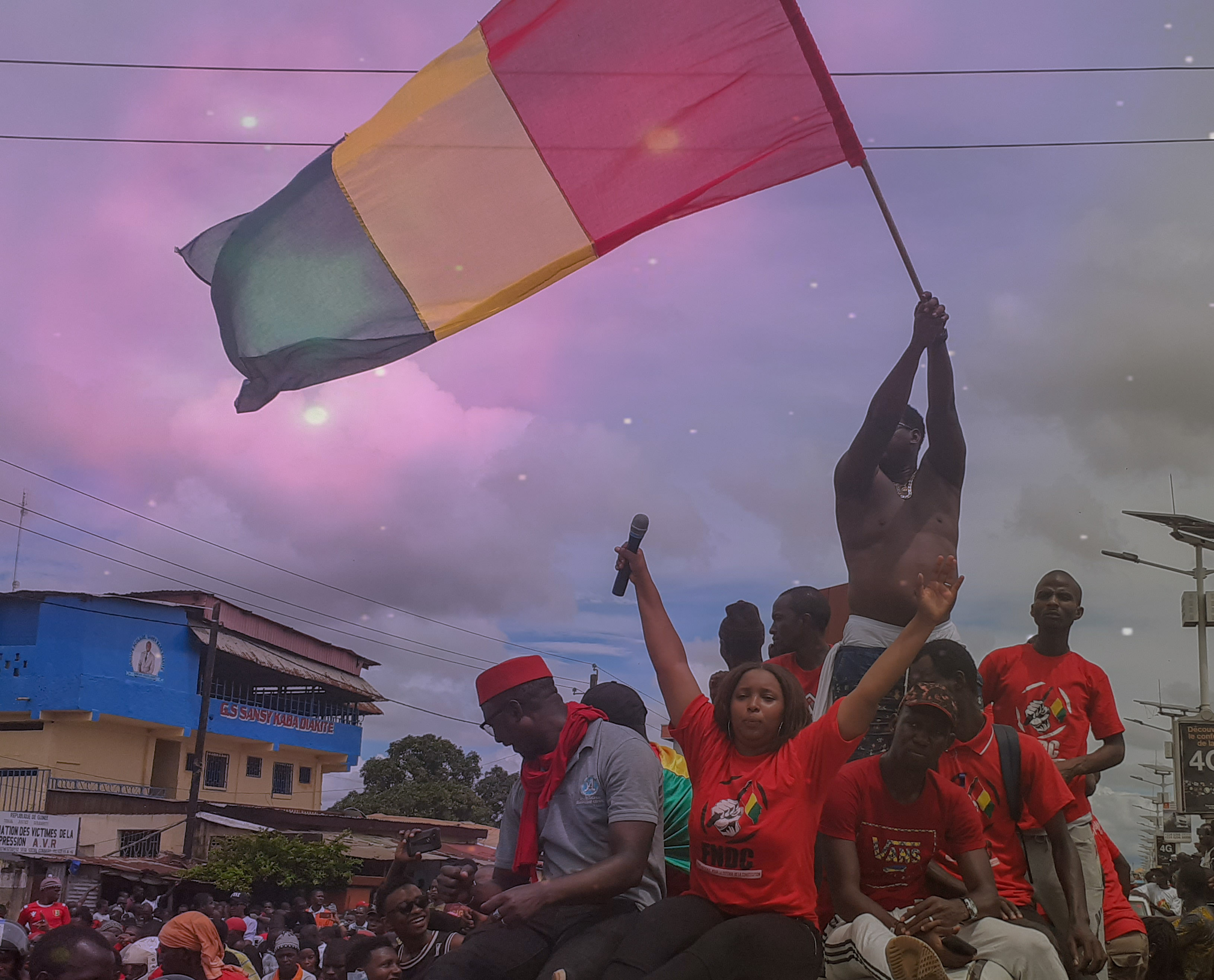
Maimouna Barry lors d'une manifestation du FNDC

Maimouna Barry est une activiste et femme politique guinéenne.
Le 22 janvier 2022, elle est nommée par décret conseillère au sein du Conseil national de la transition (CNT) de la république de Guinée en tant que représentante des organisations de jeunesse,. Elle est la secrétaire parlementaire du CNT depuis le 7 février 2022.

## Parcours professionnel
Maimouna Barry est nommée en janvier 2022 et elle est la secrétaire parlementaire du CNT depuis le 7 février 2022.